# 海因酸
海因酸，化学名2-脲基乙酸，2-Ureidoacetic acid，分子式C3H6N2O3，是一种尿素衍生物，可由尿酸制备，也可由尿素和甘氨酸在碱性条件下生成。